# Пунавалла, Сайрус

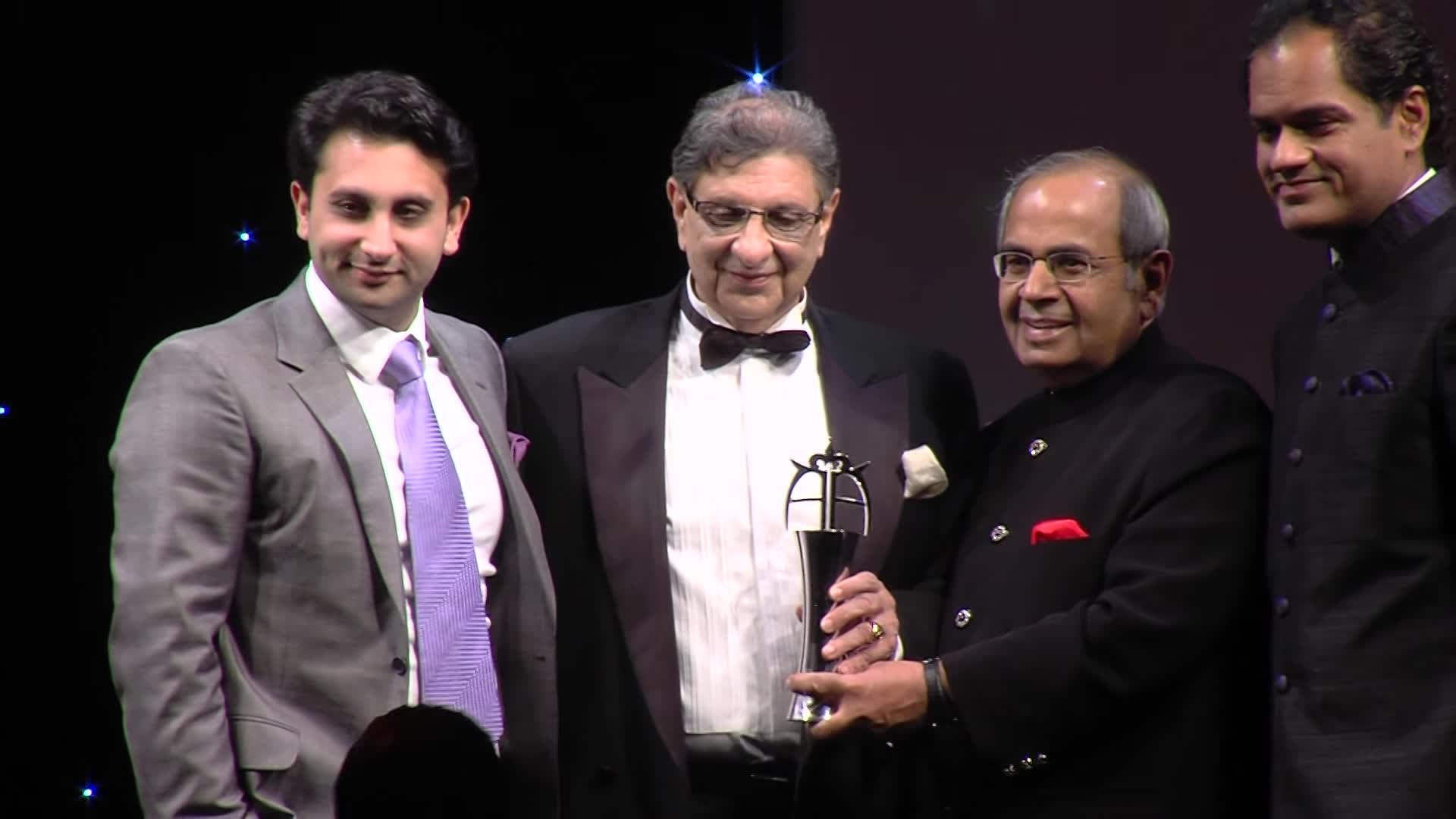
4-я церемония вручения премии Asian Awards состоялась 4/4/14 в лондонском отеле Grosvenor House. Сайрус Пунавалла из Индийского института сыворотки стал бизнес-лидером года

Сайрус С. Пунавалла (род. в 1941 г.) — индийский бизнесмен-миллиардер, председатель и управляющий директор Группы Сайрус Пунавалла, в которую входит Индийский институт сывороток, индийская биотехнологическая компания, которая является крупнейшим производителем вакцин в мире.   В 2022 году он занял 4-е место в списке богатых людей Forbes India с состоянием в 24,3 миллиарда долларов.  Занимает первое место в списке богатых людей в области здравоохранения Hurun Global за 2022 год. 

## Карьера
Пунвалла основал Индийский институт сывороток в 1966 году и превратил его в крупнейшего производителя вакцин (по дозам) в мире. Институт ежегодно производит более 1,5 миллиарда доз целого ряда вакцин, в том числе против кори, полиомиелита и гриппа. 

## Семья
Сайрус Пунавалла родился в семье парсов. Его отец Соли Пунавалла был коневодом. Сайрус был женат на Виллу Пунавалле, которая умерла в 2010 году. У них есть сын Адар, который в настоящее время работает генеральным директором Института сыворотки Индии.

## Награды
- Падма Шри за вклад в область медицины правительством Индии в 2005 г. [9]
- Ernst & Young «Предприниматель года» в категории «Здравоохранение и науки о жизни» в ноябре 2007 г. [10]
- Предприниматель года Ernst & Young в Индии в феврале 2015 г. [10]
- Почетный доктор Медицинской школы Массачусетского университета в июне 2018 г. [11] [12] [13]
- Почетный доктор Оксфордского университета в июне 2019 г. [14] [15]
- Национальная премия Локманья Тилак в августе 2021 г. [16]
- Падма Бхушан за его вклад в производство вакцин во время COVID-19 в области торговли и промышленности правительством Индии в 2022 году. [17] [18] [19]

## Филантропия
В мае 2019 года сообщалось, что Пунавалла в партнерстве с Наумом Коеном предложили поставить Украине 100 тысяч доз вакцины против кори для бесплатной вакцинации.  

## В популярной культуре
Компания Bennett, Coleman and Company Limited опубликовала третье издание «Global Indians 2022» о жизни Сайруса С. Пунаваллы и 25 других известных личностей. Первый экземпляр книги был подарен вице-президенту Индии Шри Венкайе Найду.